# マリネリス峡谷
マリネリス峡谷（ラテン語: Valles Marineris ヴァリス・マリネリス）とは、火星の赤道に沿って伸びる巨大な峡谷。マリナー峡谷（英: Mariner Valleys）とも呼ばれる。1971年に火星探査機マリナー9号により発見されたため、この名が付けられた。なお、峡谷ではなく渓谷と呼ばれる場合もある。

## 地形

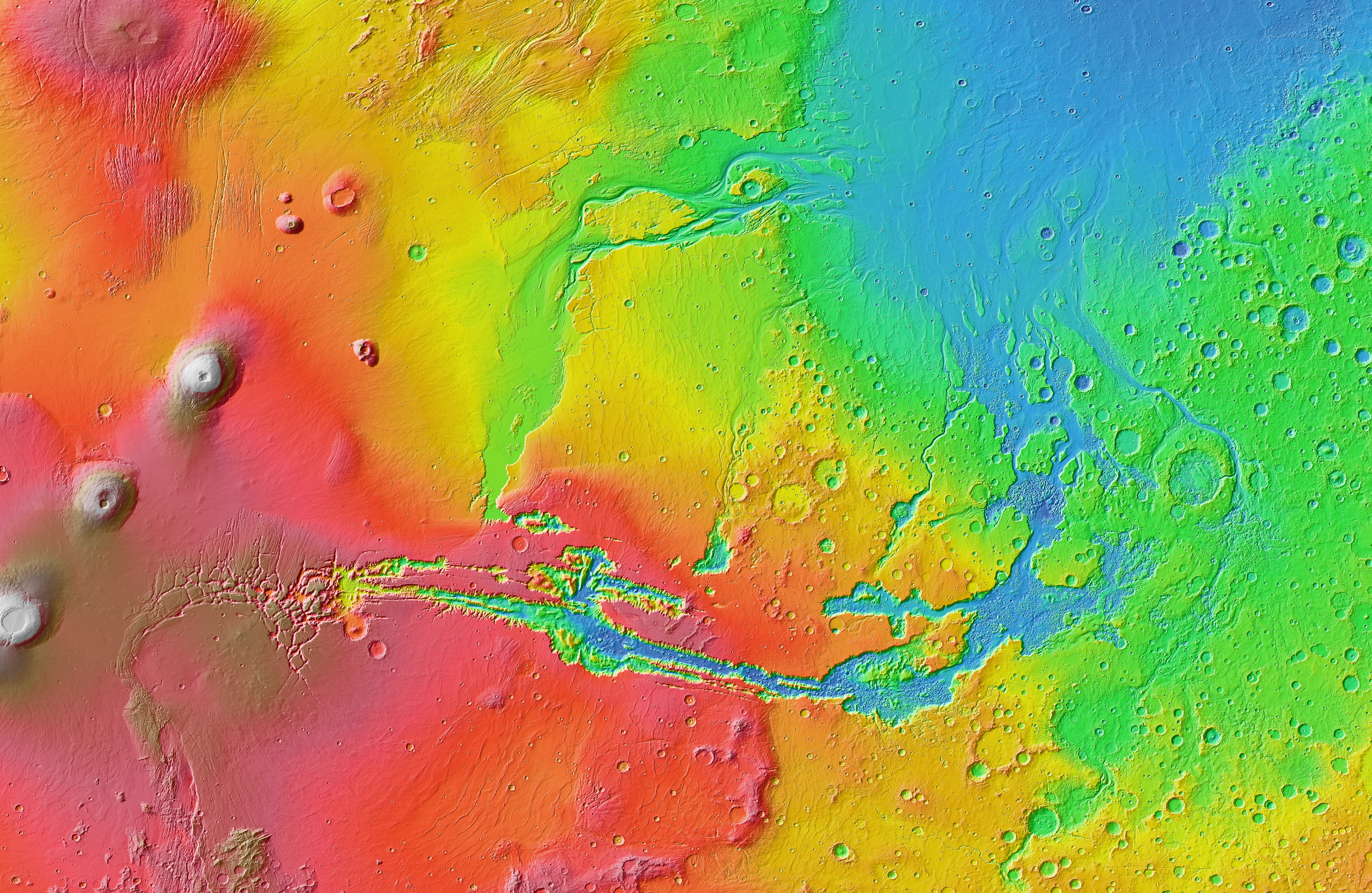
マリネリス峡谷と東側の大洪水地形を含む周辺地域の地形図

長さは4000km、深さは7kmに達し、幅は最大200kmであり、太陽系でも最大規模の峡谷である。地球上の代表的な峡谷の一つであるグランド・キャニオンが長さ446km、平均深度およそ1200m、幅6km - 29kmであるのと比べると、遥かに大規模である。マリネリス峡谷はタルシス地域の東側にあり、火星の赤道に沿って東西に伸び、その距離は惑星の表面の4分の1近くに達する。
マリネリス峡谷は西側のノクティス迷路と呼ばれる入り組んだ地形に端を発する。峡谷内の領域にはそれぞれ名前が付けられており、西から東に向けてイウス谷、メラス谷、コプラテス谷、エオス谷といった領域が存在している。東側は最終的にカオス地形を含む大洪水地形の地域へと消えており、それらは最終的にクリュセ平原へと続いている。
マリネリス峡谷は火星表面に出来た大きな地殻変動（テクトニクス）により形成された割れ目だと推定されている。峡谷の形成は西側のタルシス地域で主に発生し、その後の広範囲な侵食で地形が広がったとされる。しかしながら、東側の縁では水または二酸化炭素によるとみられる流路の形跡が確認されている。

## 峡谷内の領域
マリネリス峡谷は以下のような複数の領域から構成される。西側から東側にかけて記す。
- ノクティス迷路 - タルシス地域と峡谷の境に位置する入り組んだ地形。
- ティソニウム谷（英語版） - 峡谷西側北の細長い谷。
- イウス谷（英語版） - 峡谷西側南の長い領域。
- メラス谷 - 峡谷中央部の広がった領域で、最も幅が広く深さも深い。
- カンドル谷 - メラス谷の北に位置する谷。
- オフィル谷（英語版） - カンドル谷の北に位置する小さめの谷。
- コプラテス谷（英語版） - 峡谷東側の長い領域。
- ガンジス谷（英語版） - エオス谷北西の地域。
- カプリ卓状台地（英語版） - エオス谷の台地。
- エオス谷（英語版） - 峡谷の東端の谷で、地形はクリュセ平原（英語版）方面へと消える。

## 画像

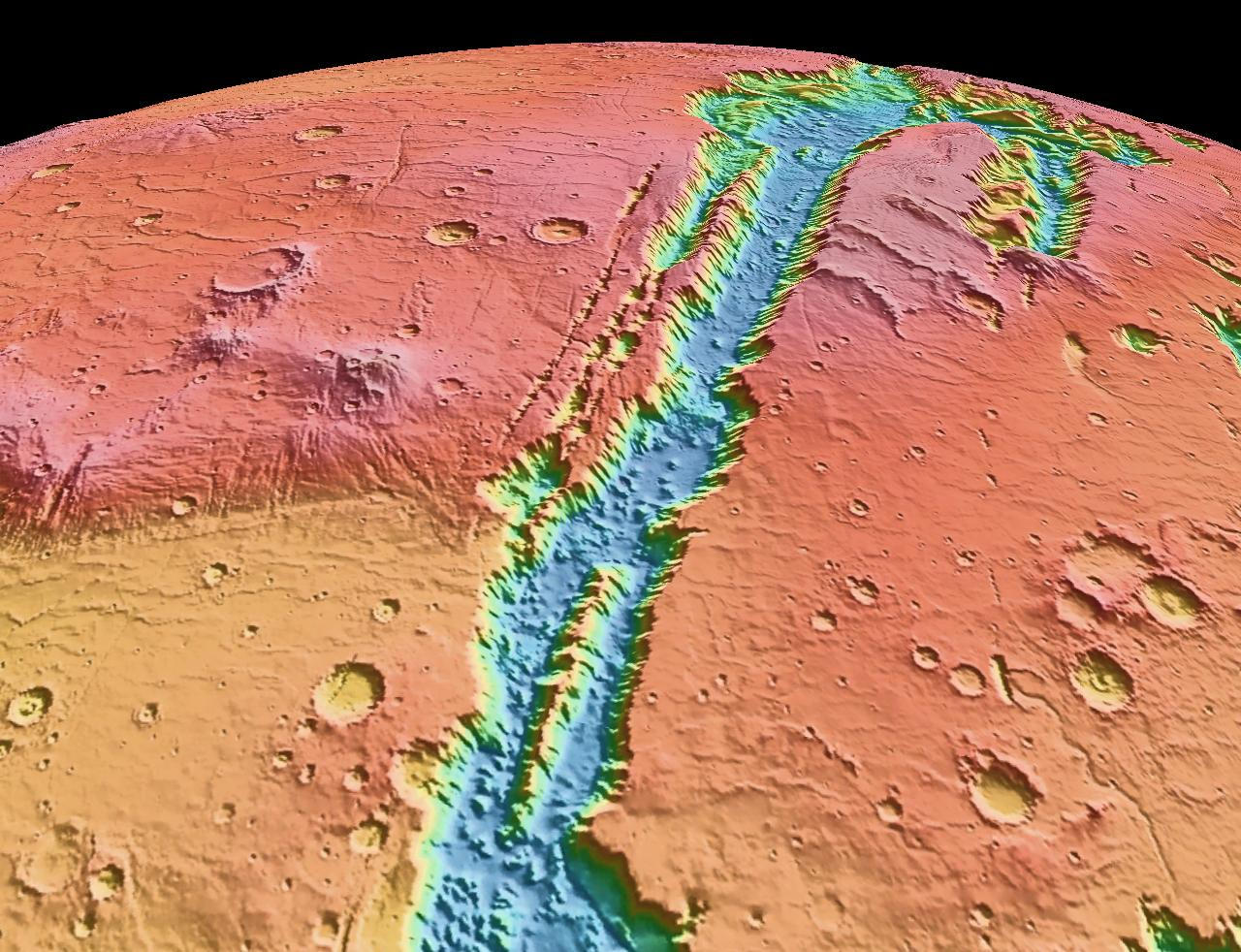
立体的に見たマリネリス峡谷
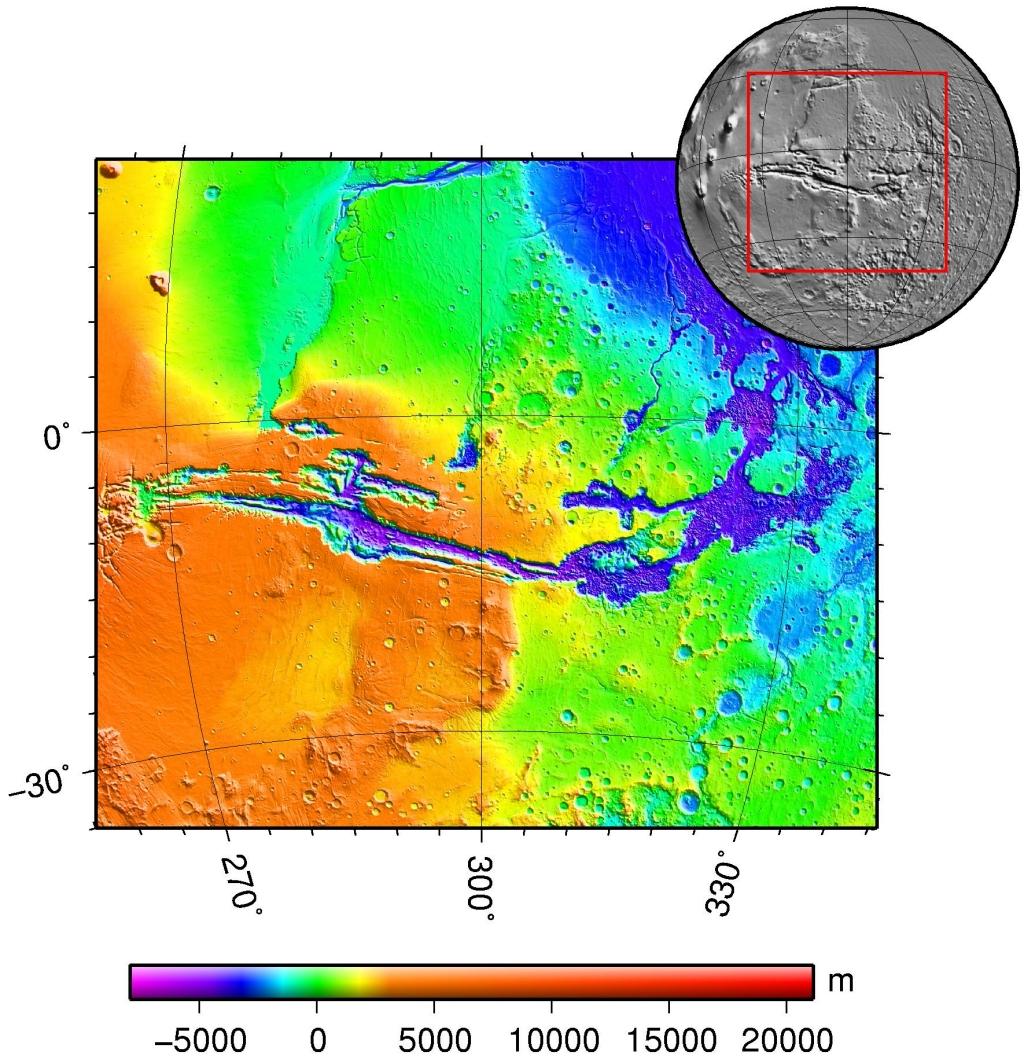
マリネリス峡谷の標高図
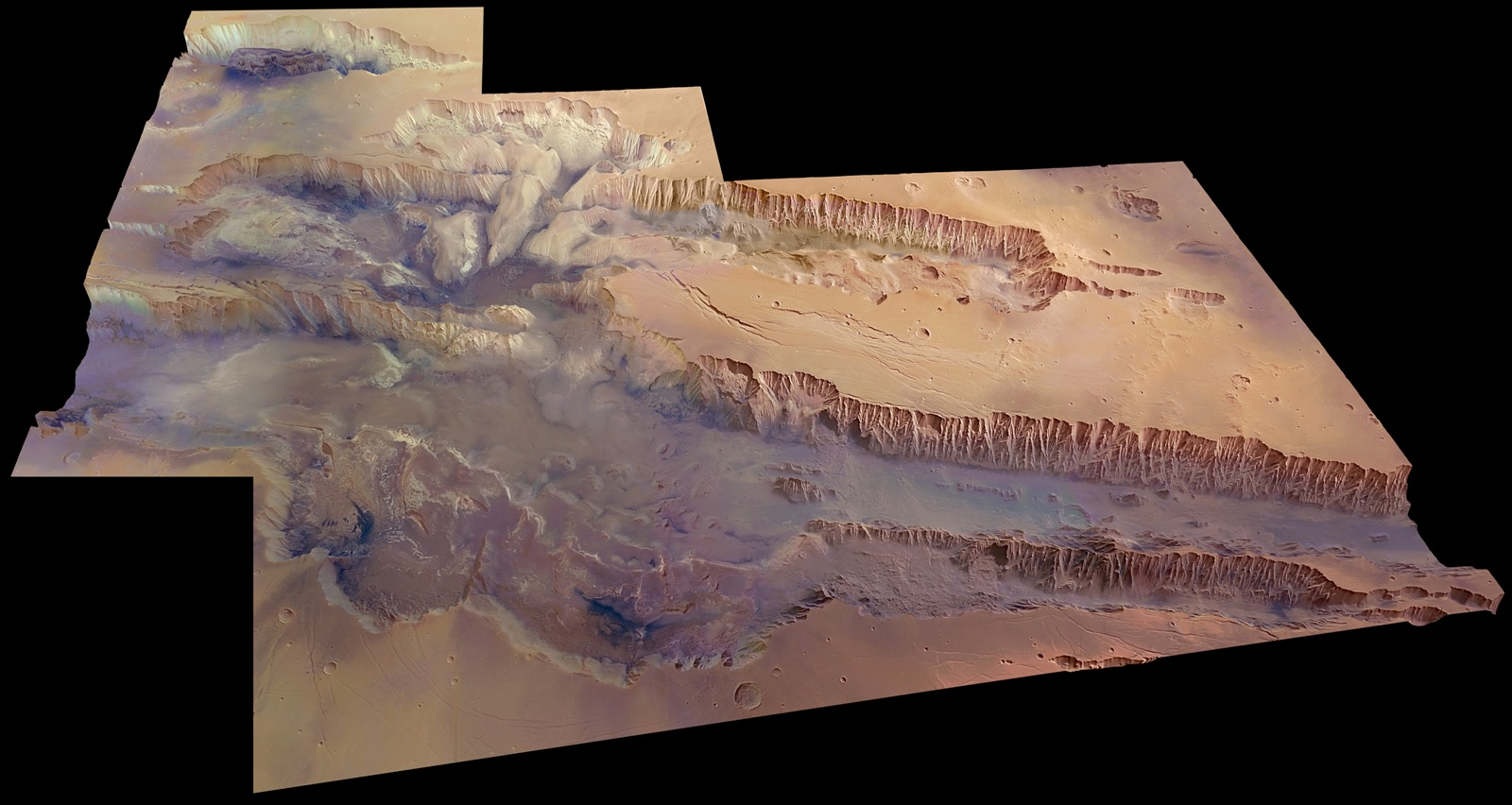
メラス谷の立体モデル
峡谷内のクレーターで見つかった塩水の流れた跡と言われる斜面